# NGC 3040
NGC 3040 est une vaste galaxie lenticulaire située dans la constellation du Lion. NGC 3040 a été découverte par l'astronome français Édouard Stephan en 1884. 

## Caractéristiques
Sa vitesse par rapport au fond diffus cosmologique est de 7 927 ± 56 km/s, ce qui correspond à une distance de Hubble de 116,9 ± 8,2 Mpc (∼381 millions d'al).

## Paire de galaxies?
La galaxie au nord-ouest de NGC 3040 est PGC 200252 et elle est désignée comme NGC 3040 NED01 apr la base de données NASA/IPAC. Sa distance de Hubble est de 107,6 ± 7,5 Mpc (∼351 millions d'al). Puisque la distance de NGC 3040 est de 116,9 ± 8,2 Mpc, ces deux galaxies pourraient être près l'une de l'autre en raison de l'incertitude sur ces valeurs. La base de données NASA/IPAC à la requête NGC 3040 revoie une page avec peu de données qui mentionne qu'il s'agit d'une paire de galaxie. Pour obtenir les données de NGC 3040, il faut utiliser la requête NGC 3040 NED02.
Le professeur Seligman doute qu'il s'agisse d'une paire réelle de galaxies en raison de la différence de plus de 600 km/s de leur vitesse radiale et il mentionne qu'il est presque certain qu'il s'agit d'une paire optique.
Avec une magnitude visuelle de 15,8, il est fort peu probable que Stephan ait vu la galaxie au nord-ouest de NGC 3040.